# Stefan Wojnecki
Stefan Wojnecki (6. dubna 1929, Poznaň – 4. ledna 2023) byl polský umělecký fotograf a teoretik fotografie, nositel titulu Artiste FIAP (AFIAP). Řádný člen Velkopolského okresu Svazu polských uměleckých fotografů , čestný člen Fotoklubu Polské republiky Svazu umělců, předseda správní rady Poznaňské fotografické společnosti a čestný člen PFS (Polskie Towarzystwo Fotograficzne, Polská fotografická společnost).

## Životopis
V roce 1952 absolvoval Matematicko-přírodovědeckou fakultu Univerzity Karlovy Adama Mickiewicze v Poznani. Od roku 1978 působil jako pedagog na Akademii výtvarných umění v Poznani (nyní Akademie výtvarných umění). V letech 1987–1993 působil jako děkan její Fakulty malby, grafiky a sochařství a vedoucí Extramurální školy profesionální fotografie (v současnosti Extramurální škola fotografie na katedře fotografie AVU v Poznani).
Od roku 1952 byl členem Poznaňské fotografické společnosti, kde byl předsedou představenstva PFS – v roce 1978 se stal čestným členem PFS. V roce 1971 byl přijat za řádného člena Velkopolského regionu Svazu polských uměleckých fotografů (Związek Polskich Artystów Fotografików, ZPAF, IČ 392), řadu let byl členem Umělecké rady ZPAF.
Svá díla prezentoval (mimo jiné) na těchto výstavách: Krok w nowoczesność (Poznaň 1957), Tváře (Poznaň 1969), Fotografowie poszukujący (Varšava 1971), Duogramy – seria informacyjna (Poznaň 1972 – vystavil své vlastní duogramy, částečně založené na fotografiích), Sztuka alternatywna (1974), Hiperfotografia (Poznaň 1978), Pęknięcia – ku symulacji (Poznaň 1999), Alchemia szczelinowego otworka (2003). Autor textu Přestřižení pupeční šňůry (1998), věnovaného digitální fotografii. Organizátor výstav a sympozií.
V roce 1972 byl poctěn titulem Artiste FIAP (AFIAP) udělované Mezinárodní federací fotografického umění FIAP. Fotografie Stefana Wojneckiho mají ve svých sbírkách mj. Galerie města Brna, Muzeum historie fotografie Walerije Rzewuského v Krakově, Národní muzeum v Poznani nebo Národní muzeum ve Vratislavi.

## Ceny a ocenění
- Zasloužený kulturní aktivista (1969)
- Medaile k 50. výročí Poznaňské fotografické společnosti (1974)
- Čestný odznak města Poznaně (1974)
- Čestný odznak města Gorzów Wielkopolski (1979)
- Zlatý odznak Federace amatérských fotografických společností v Polsku (1983)
- Medaile ke 40. výročí lidového Polska (1984)
- Zlatý záslužný kříž (1985)
- Medaile Svatokřížského okresu ZPAF (Svazu polských uměleckých fotografů, 1985)
- Medaile Tadeusze Cypriana (1985)
- Medaile Jana Bułhaka (1985)
- Jubilejní medaile k 30. výročí založení Gorzowské fotografické společnosti (1985)
- Medaile 40. výročí ZPAF (Svazu polských uměleckých fotografů, 1987)
- Medaile 150 let fotografie (1989)
- Zlatá medaile „Za zásluhy o polskou fotografii“[5]
- Medaile Národní komise pro vzdělávání (2000)
- Zlatá medaile za zásluhy o kulturu Gloria Artis (2007)[6]
- Rytířský kříž Řádu Polonia Restituta (2014)